# کوپچیه (گمینا سوخوژبره)
کوپچیه (به لهستانی:  Kopcie) یک روستا در لهستان است که در گمینا سوخوژبره واقع شده‌است.